# Fondant
Fondant hoặc đường fondant là loại hỗn hợp kẹo mềm dẻo làm từ đường bột để trang trí hoặc tạo hình cho bánh kem và bánh ngọt. Từ này trong tiếng Pháp có nghĩa là "kẹo mềm", được bắt nguồn từ "foundry" (nghĩa là kỹ thuật đúc khuôn) trong tiếng Anh.

## Phân loại
Rolled fondant, fondant icing, hay pettinice, có chất liệu khác với poured fondant, thường được sử dụng để trang trí bánh cưới. Mặc dù theo truyền thống, bánh cưới được làm bằng bánh hạnh nhân và royal icing, nhưng fondant ngày càng phổ biến do vấn đề một số người bị dị ứng với các loại hạt, vì kỹ thuật này không cần bột hạnh nhân. Royal icing là tên gọi của loại kem đường (icing) thường dùng để trang trí bánh quy.
Rolled fondant bao gồm gelatin (hoặc agar trong công thức đồ chay) và glycerine thuần chay (food-grade glycerine), giúp giữ cho đường dẻo và tạo độ đặc giống như bột nhào. Rolled fondant được cán mỏng như vỏ bánh và dùng để phủ lên mặt bánh.
Rolled fondant bảo quản (có chất lượng) ổn định mang tính thương mại thường bao gồm chủ yếu là đường và dầu hydro hóa.
Tuy nhiên, có sẵn các công thức khác nhau cho rolled fondant bảo quản lâu mang tính thương mại và bao gồm các thành phần khác, chẳng hạn như đường, cellulose gum và nước. Cellulose gum là muối Natri của Carboxymethyl cellulose (CMC), lần đầu tiên được sản xuất vào năm 1918. Cellulose Gum là một chiết xuất cellulose (một phân tử polymer được tìm thấy trong các loại thực vật) đóng vai trò là chất ổn định nhũ hóa và chất làm dày. Sau khi được giới thiệu rộng rãi ở Mỹ vào năm 1946, Cellulose gum được sử dụng phổ biến trong nhiều lĩnh vực, trong đó có mỹ phẩm bởi những chức năng quan trọng như chất làm đặc, ổn định nhũ tương, chất kết dính… 
Marshmallow fondant là một dạng rolled fondant thường được những người làm bánh tại nhà và những người có sở thích lựa chọn để sử dụng. Marshmallow fondant được làm bằng cách kết hợp kẹo dẻo tan chảy bảo quản lâu, nước, đường bột và chất làm cứng từ thực vật. Những người làm bánh tại nhà sử dụng công thức này cho fondant tự làm do khả năng tiếp cận dễ dàng các nguyên liệu cần thiết.
Sculpting fondant tương tự như rolled fondant nhưng có độ đặc cứng hơn, khiến nó trở thành vật liệu tạo hình tốt.
Sugar paste hay gum paste tương tự như rolled fondant nhưng cứng lại hoàn toàn—và do đó được sử dụng để trang trí bánh lớn hơn, chẳng hạn như tao thành hình cô dâu và chú rể, hoa lớn hơn, v.v.  Gum paste tương tự như fondant nhưng độ dẻo và dai thì tốt hơn  nên gum paste có thể cán mỏng, mau khô nên dùng làm hoa và tạo hình thú. Ngoài ra gum paste nhạt hơn với kết cấu linh hoạt có thể cán mỏng như giấy khi tạo hình và cứng lại lúc khô.
Sugar paste được làm chủ yếu từ lòng trắng trứng, đường bột và mỡ trừu (hay còn gọi là Shortening).  Tylose (Carboxymethyl cellulose) có thể thêm vào làm gum paste dẻo hơn để phục vụ các nhu công việc làm bánh cụ thể.

## Cấu tạohóa học
Poured fondant là một dạng nước bão hòa với đường. Đường sẽ hòa tan nhiều gấp 2 lần trong nước ở nhiệt độ sôi so với khi để ở nhiệt độ phòng. Sau khi đường hòa tan, nếu để yên dung dịch cho nguội đi, đường vẫn sẽ được hòa tan trong dung dịch bão hòa cho đến khi sự cấu tạo hạt nhân xảy ra. Trong khi dung dịch bị bão hòa, nếu có một tinh thể (sucroza không tan) rơi vào hỗn hợp, hoặc nếu dung dịch bị khuấy động, các tinh thể sucrose hòa tan thành dạng các tinh thể giòn, nhiều (đó là cách làm kẹo cứng). Tuy nhiên, nếu dung dịch được để nguội không xáo trộn, sau đó khuấy thật nhiều, nó sẽ có dạng các tinh thể nhỏ, từ đó tạo thành fondant có kết cấu mềm mịn.

## Hình ảnh

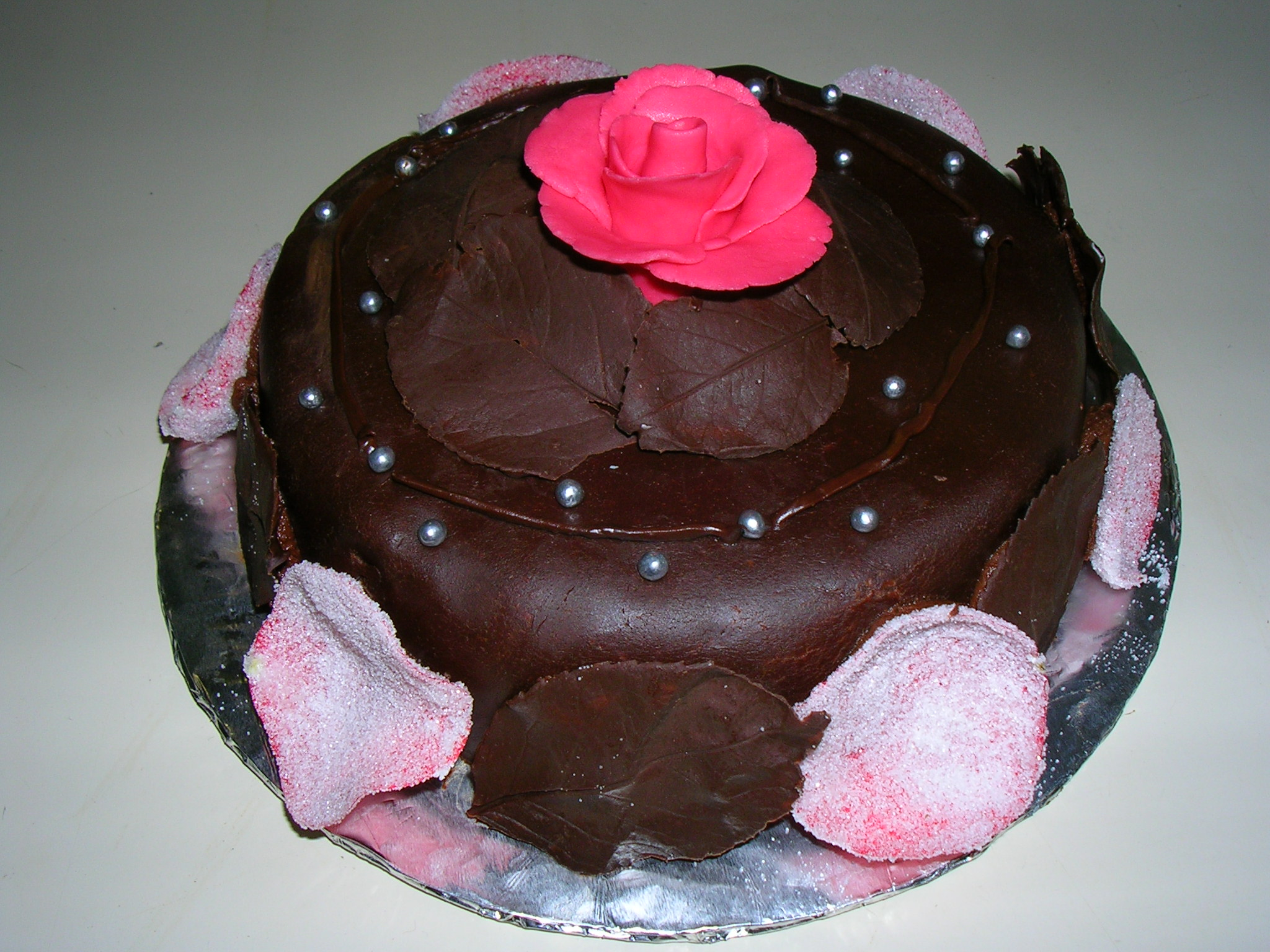
Bánh kem được phủ bằng rolled fondant sô-cô-la
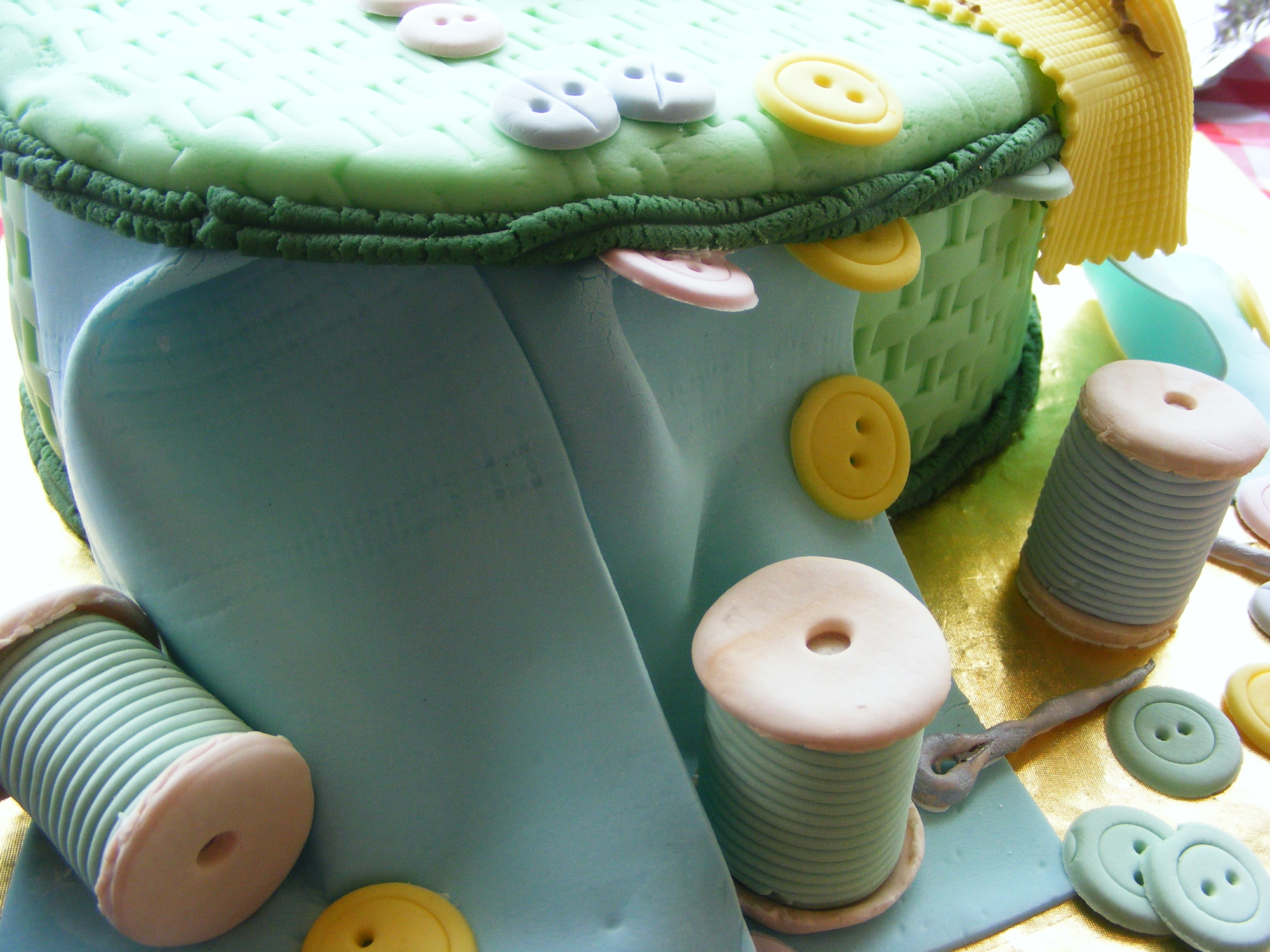
Một chiếc bánh phủ fondant mô phỏng theo hình bộ đồ khâu vá
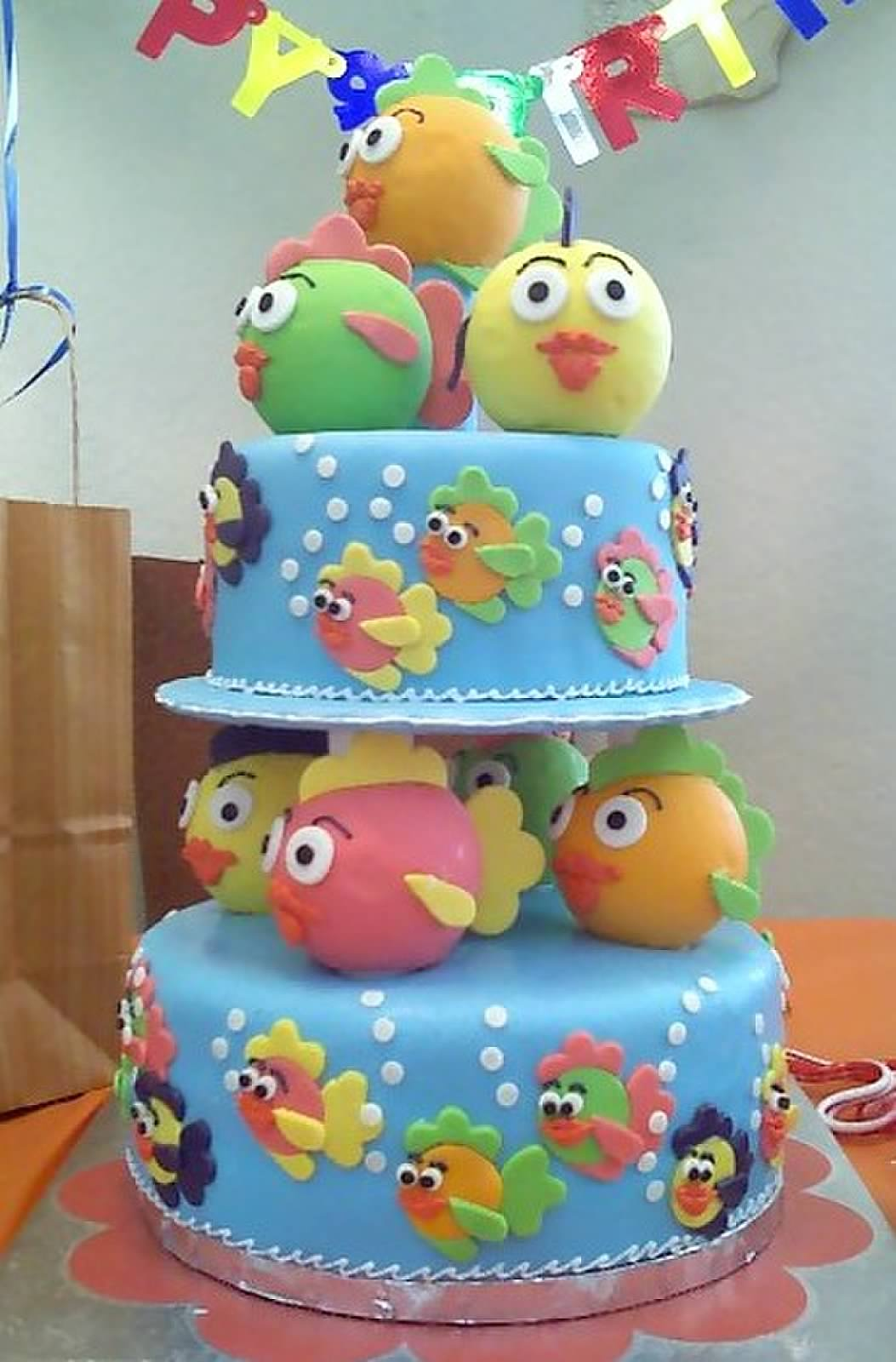
Phương pháp dính liền các vật với nhau sử dụng một hay nhiều hình rolled fondant theo khuôn đem lại nhiều màu sắc và chiều sâu cho chiếc bánh
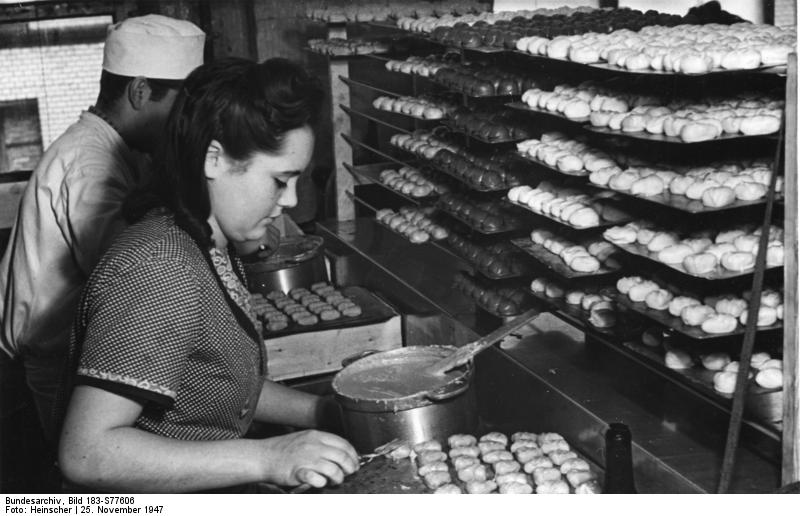
Hoạt động sản xuất kẹo tại cửa hàng bánh kẹo ở Berlin